# أيزو 3166-2:BE

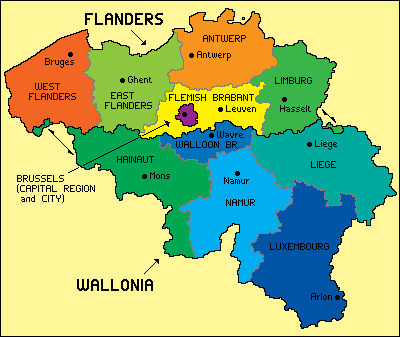

أيزو 31166-2:BE هو الجزء المخصص لدولة بلجيكا في أيزو 3166-2، وهو جزء من معيار أيزو 3166 الذي نشرته المنظمة الدولية للتوحيد القياسي (أيزو)، والذي يُعرف رموز لأسماء التقسيمات الرئيسية (مثل الأقاليم، الجهات، المقاطعات أو الولايات) من جميع البلدان في ترميز أيزو 3166-1.
يتكون كل رمز من جزئين مفصولين بواصلة. الجزء الأول هو BE، وهو رمز وأيزو 3166-1 حرفي 2 للبلد. أما الجزء الثاني فهو عبارة عن ثلاثة حروف.

## الرموز الحالية

### المناطق
| الرمز  | اسم التقسيم             |
| ------ | ----------------------- |
| BE-BRU | Brussels-Capital Region |
| BE-VLG | Flemish Region          |
| BE-WAL | Walloon Region          |

### محافظات
| رمز    | اسم التقسيم       | في منطقة          |
| ------ | ----------------- | ----------------- |
| BE-VAN | Antwerpen         | الإقليم الفلامندي |
| BE-WBR | Brabant Wallon    | والونيا           |
| BE-WHT | Hainaut           | والونيا           |
| BE-WLG | Liège             | والونيا           |
| BE-VLI | Limburg (Belgium) | الإقليم الفلامندي |
| BE-WLX | Luxembourg        | والونيا           |
| BE-WNA | والونيا           |                   |
| BE-VOV | Oost-Vlaanderen   | الإقليم الفلامندي |
| BE-VBR | Vlaams Braban     | الإقليم الفلامندي |
| BE-VWV | West-Vlaanderen   | الإقليم الفلامندي |